# Mitja Valenčič
Mitja Valenčič (Cerklje na Gorenjskem, 1º febbraio 1978) è un allenatore di sci alpino ed ex sciatore alpino sloveno.
Era uno specialista delle gare tecniche e in particolare dello slalom speciale.

## Biografia

### Carriera sciistica

#### Stagioni 1995-2009
Originario di Spodnji Brnik di Cerklje na Gorenjskem e attivo in gare FIS dal dicembre del 1994, Valenčič esordì in Coppa Europa il 12 febbraio 1996 a Kranjska Gora in slalom gigante (38º) e in Coppa del Mondo il 5 gennaio 1997 nelle medesime località e specialità, senza qualificarsi per la seconda manche. Conquistò i primi punti nel massimo circuito internazionale un anno dopo quando, il 26 gennaio 1998, giunse 18º nello slalom speciale di Kitzbühel. Debuttò ai Campionati mondiali a Vail/Beaver Creek 1999, dove si piazzò 23º nello slalom speciale.
Ai Mondiali di Sankt Moritz 2003 non completò lo slalom gigante, mentre nella successiva rassegna iridata di Bormio/Santa Caterina Valfurva 2005 si piazzò 21º nello slalom gigante e 15º nello slalom speciale. Sempre nel 2005, il 1º marzo, ottenne a Madesimo in slalom speciale il suo primo podio in Coppa Europa (3º). Ai XX Giochi olimpici invernali di Torino 2006, suo esordio olimpico, si classificò 12º nello slalom gigante e non concluse lo slalom speciale; poco dopo, il 22 febbraio, ottenne a Madesimo in slalom speciale la sua unica vittoria, nonché secondo e ultimo podio, in Coppa Europa. Ai Mondiali di Åre 2007 si piazzò 9º nello slalom gigante e non completò lo slalom speciale, mentre a quelli di Val-d'Isère 2009 non completò lo slalom speciale.

#### Stagioni 2010-2015
Il 6 gennaio 2010 conquistò il suo miglior piazzamento in Coppa del Mondo, il 4º posto ottenuto a Zagabria Sljeme in slalom speciale; prese quindi parte ai XXI Giochi olimpici invernali di Vancouver 2010, dove si classificò 6º nello slalom speciale dopo aver ottenuto il secondo miglior tempo nella prima manche. Ai Mondiali di Garmisch-Partenkirchen 2011 si piazzò 13º nello slalom speciale e a quelli di Schladming 2013, suo congedo iridato, si piazzò 10º nello slalom speciale. L'anno dopo ai XXII Giochi olimpici invernali di Soči 2014, sua ultima presenza olimpica, si classificò 11º nello slalom speciale.
La sua ultima gara di Coppa del Mondo fu lo slalom speciale di Kranjska Gora del 9 marzo 2014, che non completò; al termine di quella stessa stagione 2013-2014 annunciò il suo ritiro dall'attività agonistica, anche se l'anno dopo partecipò ancora ai Campionati bosniaci 2015: la sua ultima gara in carriera fu lo slalom speciale del 22 gennaio, chiuso da Valenčič al 5º posto.

### Carriera da allenatore
Dopo il ritiro è divenuto allenatore nei quadri della Federazione sciistica della Slovenia.

## Palmarès

### Coppa del Mondo
- Miglior piazzamento in classifica generale: 48º nel 2012

### Coppa Europa
- Miglior piazzamento in classifica generale: 21º nel 2002
- 2 podi:
  - 1 vittoria
  - 1 terzo posto

#### Coppa Europa - vittorie
| Data             | Località | Paese  | Specialità |
| ---------------- | -------- | ------ | ---------- |
| 22 febbraio 2006 | Madesimo | Italia | SL         |

Legenda:

SL = slalom speciale

### Nor-Am Cup
- Miglior piazzamento in classifica generale: 46º nel 2004
- 2 podi:
  - 2 terzi posti

### South American Cup
- Miglior piazzamento in classifica generale: 49º nel 2014
- 1 podio:
  - 1 terzo posto

### Far East Cup
- Miglior piazzamento in classifica generale: 20º nel 2003
- 1 podio:
  - 1 vittoria

#### Far East Cup - vittorie
| Data         | Località    | Paese    | Specialità |
| ------------ | ----------- | -------- | ---------- |
| 5 marzo 2003 | Nozawaonsen | Giappone | GS         |

Legenda:

GS = slalom gigante

### Campionati sloveni
- 10 medaglie:
  - 4 ori (slalom gigante nel 2006; slalom speciale nel 2007; slalom speciale nel 2011; slalom speciale nel 2013)[4]
  - 2 argenti (slalom gigante nel 2004; slalom gigante nel 2008)
  - 4 bronzi (slalom speciale nel 1998; slalom speciale nel 2000; slalom gigante nel 2005; slalom speciale nel 2006)